# James Lytle
Pour les articles homonymes, voir Lytle.
Pas d'image ? Cliquez ici

a Compétitions nationales et continentales officielles uniquement.

b Matchs officiels uniquement.
James Hill Lytle, né le 18 mai 1875 à Belfast et mort le 11 juillet 1928 à Buenos Aires, est un joueur de rugby à XV qui a évolué avec l'équipe d'Irlande au poste d'avant.

## Carrière
James a eu un frère John qui a été international avec l'équipe d'Irlande à la même époque. James Lytle a joué avec la province de l'Ulster. Il dispute son premier test match le 3 février 1894 contre l'équipe d'Angleterre. Son dernier test match est contre l'équipe d'Écosse le 18 février 1899. James Lytle remporte le Tournoi britannique de rugby à XV 1894, 1896 et celui de 1899. 

## Palmarès
- Vainqueur du tournoi en 1894, 1896 et 1899

## Statistiques en équipe nationale
- 12 sélections en équipe nationale
- 6 points (1 essai, 1 pénalité)
- Sélections par années : 3 en 1894, 1 en 1895, 3 en 1896, 2 en 1897, 2 en 1898, 1 en 1899
- Tournois britanniques disputés: 1894, 1895, 1896, 1897, 1898, 1899